# 9956 Castellaz
A 9956 Castellaz (ideiglenes jelöléssel 1991 TX4) a Naprendszer kisbolygóövében található aszteroida. L. D. Schmadel és Freimut Börngen fedezte fel 1991. október 5-én.